# Chiaksan-Nationalpark
Der Chiaksan-Nationalpark (치악산국립공원) ist nach dem Odaesan-Nationalpark und dem Seoraksan-Nationalpark der dritte und gleichzeitig kleinste Nationalpark in der südkoreanischen Provinz Gangwon-do. Sein Name bedeutet Fasangipfel und entstammt einer alten Volkssage, nach der ein Jäger einem Fasan das Leben gerettet hat.

## Lage und Geographie
Der Park liegt in direkter Nachbarschaft zu der Stadt Wonju im östlichen Teil des Charyeonsan-Gebirgszuges und ist vom Großraum Seoul aus sehr schnell über die Expressways 50 und 55 erreichbar.

## Flora und Fauna
Im Nationalpark gibt es 821 Pflanzen- und 2364 Tierarten zu denen 34 gefährdete Arten gehören, recht häufig anzutreffen sind Hodgson-Fledermäuse und Gleithörnchen, seltener dagegen sind die Exemplare der Krötenart Bufo stejnegeri und die Hanabusaya, eine Glockenblumenart, die es nur in Korea gibt.

## Sehenswürdigkeiten
Im Park befindet sich der Guryongsa-Tempel, seinen Namen, der zu deutsch neun Drachen bedeutet erhielt der Tempel nach einer Sage, nach der sich an dieser Stelle ein See befand an der neun Drachen lebten. Der ursprüngliche Tempel soll im 7. Jahrhundert während der Silla-Zeit entstanden sein, neuere architektonischen Untersuchungen weisen aber auf einen Neubau während der Regierungszeit von König Sukjong im 17. Jahrhundert hin.